# Jollj Ceramica
La Jollj Ceramica è stata una squadra maschile italiana di ciclismo su strada, attiva nel professionismo dal 1973 al 1978. Sponsorizzata dall'omonima azienda di ceramiche con sede a Casalserugo, fu diretta dall'ex ciclista Marino Fontana e portata al successo da Fausto Bertoglio, vincitore del Giro d'Italia 1975, e Giovanni Battaglin.

## Cronistoria

### Annuario
| Anno | Codice | Nome                 | Cat. | Biciclette | Dirigenza                                    |
| ---- | ------ | -------------------- | ---- | ---------- | -------------------------------------------- |
| 1972 | -      | Jollj Ceramica       | Dil. | Pinarello  | Dir. sportivi: Marino Fontana                |
| 1973 | -      | Jollj Ceramica       | Pro  | Pinarello  | Dir. sportivi: Marino Fontana                |
| 1974 | -      | Jollj Ceramica       | Pro  | Pinarello  | Dir. sportivi: Marino Fontana, Marino Conton |
| 1975 | -      | Jollj Ceramica       | Pro  | Pinarello  | Dir. sportivi: Marino Fontana                |
| 1976 | -      | Jollj Ceramica-Decor | Pro  | Pinarello  | Dir. sportivi: Marino Fontana, Luciano Pezzi |
| 1977 | -      | Jollj Ceramica       | Pro  | Pinarello  | Dir. sportivi: Marino Fontana                |

## Palmarès

### Grandi Giri
- Giro d'Italia

Partecipazioni: 5 (1973, 1974, 1975, 1976, 1977)
Vittorie di tappa: 9
1974: 1 (Pierino Gavazzi)
1975: 4 (2 Battaglin, Knudsen, Bertoglio)
1976: 1 (Simone Fraccaro)
1977: 3 (Fraccaro, Knudsen, Gavazzi)
Vittorie finali: 1
1975 (Fausto Bertoglio)
Altre classifiche: 0
- Tour de France

Partecipazioni: 2 (1975, 1976)
Vittorie di tappa: 1
1976: 1 (Giovanni Battaglin)
Vittorie finali: 0
Altre classifiche: 0
- Vuelta a España

Partecipazioni: 0